# モリタマキ
モリ タマキ - は、日本の女性モデルである。神奈川県出身。シックスセンス所属。旧芸名：森 たまき（読み同じ）

## 人物
身長168cm。血液型B型。
落ち着いた品のあるショートボブの髪型が基本。雑誌、広告、CMなどを中心に活動する。
趣味はペットのわんちゃん、猫ちゃんと一緒に遊ぶ事。特技は人の話を聞く、人の良い所を見つける事。

## 出演

### 映画
- 梟の城 owl's castle（1999年）
- バースデイプレゼント（1995年）

### テレビ
- 兄弟
- ラスト・ラブ（1995年、NHK総合テレビジョン）

### CM
- 日立ホーム&ライフソリューション
- ヤマザキナビスコ リッツ
- 日本ケンタッキー・フライド・チキン
- ダイハツ工業 ミラ・アヴィ『陶芸篇』（2004年）